# 安倍派四天王
安倍派四天王（あべはしてんのう）は、1980年代から1990年代にかけて、日本の政治家安倍晋太郎が領袖の派閥安倍派において、安倍の後継者候補とされた4人のこと。これに対し同時期の竹下派では竹下派七奉行があった。

## 四天王
| 氏名       | 政務ポスト                                                                                                | 党ポスト                                                                                               |
| ---------- | --- | --- |
| 森喜朗     | 第85・86代内閣総理大臣 第62代建設大臣 第54代 通商産業大臣 第105代文部大臣 内閣官房副長官（政務担当）      | 第19代自由民主党総裁 第34・37代 自由民主党幹事長 第38代自由民主党総務会長 第37代自由民主党政務調査会長 |
| 塩川正十郎 | 第2代財務大臣 第43代自治大臣 第54代国家公安委員会委員長 第50代内閣官房長官 第109代文部大臣 第51代運輸大臣 | 第37代自由民主党総務会長                                                                               |
| 加藤六月   | 第10・20代農林水産大臣 第11代国土庁長官 第45代北海道開発庁長官                                            | 第36代自由民主党政務調査会長                                                                           |
| 三塚博     | 第102代大蔵大臣 第111代外務大臣 第48代通商産業大臣 第56代運輸大臣                                         | 第35代自由民主党幹事長 第35・38代自由民主党政務調査会長                                                |

## 概説
国鉄分割民営化を巡り、反対派の加藤六月と推進派の三塚博によって対立が表面化。
1991年、安倍晋太郎の死去により、安倍派の後継を巡って対立が表面化した。加藤と三塚による領袖争い（三六戦争）が表面化するが、物量で勝る三塚が森と連合を組み、加藤に勝利し安倍派を継承した。この争いでは加藤が、その第一秘書宅に盗聴器が仕掛けられたと主張するなど、深刻な亀裂を生じさせた。後、加藤一派は1991年秋の総裁選で出馬した三塚を支持せず派閥を離脱し政眞会旗揚げし集団で離党、更には新生党合流、新進党結党参加。一方三塚は総裁候補として要職を歴任するが、大蔵大臣時代に省内の不祥事による引責辞任に追い込まれたことなどから失速。代わって森が派閥会長となり、2000年には総理総裁の座につく（清和会としては福田赳夫以来の首相就任）。森政権は短命だったが、その後継となった小泉純一郎の政権で森・塩川は大いに存在感を発揮した。三塚・塩川は2003年の衆院選で引退。森はその後も小泉・安倍晋三・福田康夫の歴代政権の背後にあって力を持っていたが、2012年の衆院選で引退した。加藤六月は新進党から自由党を経て保守党に参加したが、2000年の総選挙で引退した。